# Гребнев, Валентин Михайлович
Валентин Михайлович Гребнев (26 октября 1927, Ситенка, Ленинградская область — 14 августа 2023, Луга, Ленинградская область) — советский хозяйственный, государственный и политический деятель, первый секретарь Лужского городского комитета КПСС Ленинградской области. Герой Социалистического Труда (1981), участник Великой Отечественной войны.

## Биография
Валентин Михайлович Гребнев родился 26 октября 1927 года в рабочей семье в деревне Ситенка Толмачёвского сельсовета Лужского района Лужского округа Ленинградской области, ныне деревня входит в Толмачёвское городское поселение того же района и области.
С 1943 года в период Великой Отечественной войны, в возрасте шестнадцати лет, призван в Рабоче-крестьянскую Красную Армию, участник Великой Отечественной войны в составе шестой партизанской бригады. 15 февраля 1944 года в боях при штурме станции Плюсса получил тяжёлое ранение. В 1985 году за участие в войне был награждён орденом Отечественной войны II степени.
С 1945 года после демобилизации из рядов Советской армии начал свою трудовую деятельность в должности инспектора районного финансового отдела Лужской дистанции речного транспорта, в последующем работал — заведующим организационным отделом Лужского районного комитета комсомола и инструктором Лужского районного комитета партии. С 1954 по 1958 годы работал секретарём партийного комитета Серебрянской машинно-тракторной станции. С 1962 по 1967 годы работал директором совхоза имени Ф. Э. Дзержинского Лужского района Ленинградской области РСФСР. 3 апреля 1966 года Указом Президиума Верховного Совета СССР «за выдающиеся трудовые успехи» Валентин Михайлович Гребнев был награждён Орденом Трудового Красного Знамени.
с 1967 по 1970 год работал в должности начальника управления сельского хозяйства Лужского района Ленинградской области. С 1970 по 1988 годы, в течение восемнадцати лет, В. М. Гребнев являлся первым секретарём Лужского городского комитета КПСС. Под руководством В. М. Гребнева было построено большое количество социально-экономических и культурных объектов и жилого фонда.
8 апреля 1971 года Указом Президиума Верховного Совета СССР «за выдающиеся трудовые успехи» Валентин Михайлович Гребнев был награждён Орденом Октябрьской революции.
9 марта 1976 года Указом Президиума Верховного Совета СССР «за выдающиеся трудовые успехи» Валентин Михайлович Гребнев был награждён Орденом Трудового Красного Знамени.
13 марта 1981 года Указом Президиума Верховного Совета СССР «за выдающиеся успехи, достигнутые в выполнении заданий десятой пятилетки и социалистических обязательств по увеличению производства и продажи государству продуктов земледелия и животноводства» Валентин Михайлович Гребнев был удостоен звания Героя Социалистического Труда с вручением Ордена Ленина и золотой медали «Серп и Молот».
Помимо основной деятельности занимался и общественно-политической работой: избирался депутатом Ленинградского исполнительного комитета областного Совета народных депутатов, членом Ленинградского областного комитета КПСС, в 1986 году был делегатом XXVII съезда КПСС, членом Совета по делам ветеранов и комиссии по помилованию при губернаторе Ленинградской области, членом Лужского районного отделения КПРФ.
С 1988 года вышел на заслуженный отдых, проживал в городе Луге Ленинградской области.
Валентин Михайлович Гребнев скончался 14 августа 2023 года.

## Награды
- Герой Социалистического Труда, 13 марта 1981 года
  - Орден Ленина № 458738
  - Медаль «Серп и Молот» № 19678
- Орден Октябрьской революции, 8 апреля 1971 года
- Орден Отечественной войны II степени, 6 апреля 1985 года[3]
- Орден Трудового Красного Знамени, дважды: 30 апреля 1966 года, 9 марта 1976 года
- Медаль «За победу над Германией в Великой Отечественной войне 1941—1945 гг.»
- Почётный гражданин Ленинградской области, 2001 год[4]
- Почётный гражданин Лужского района, 1 августа 2003 года